# Sverre Andersen
Sverre Andersen (ur. 9 października 1936 w Stavanger, zm. 1 listopada 2016 tamże) – norweski piłkarz występujący na pozycji bramkarza. Trener piłkarski.

## Kariera klubowa
Andersen całą karierę spędził w Vikingu. Rozpoczął ją w sezonie 1952/1953, gdy Viking grał w pierwszej lidze. W sezonie 1953/1954 zdobył z nim Puchar Norwegii, a w sezonie 1957/1958 mistrzostwo Norwegii. Drugi Puchar Norwegii wraz z Vikingiem wywalczył jako grający trener w sezonie 1959/1960. Do roli tej wrócił w sezonie 1966, po spadku Vikinga do drugiej ligi. W sezonie 1967 awansował z nim jednak z powrotem do pierwszej. Zespół Vikinga Andersen prowadził do 1970, a grał tam do 1971. Potem zakończył karierę piłkarską, a do Vikinga wracał jeszcze dwukrotnie jako trener. Najpierw w 1973 roku, kiedy to zdobył z nim mistrzostwo Norwegii, a potem w 1985 roku.

## Kariera reprezentacyjna
W reprezentacji Norwegii Andersen zadebiutował 26 sierpnia 1956 w zremisowanym 1:1 meczu Mistrzostw Nordyckich z Finlandią. W latach 1956–1968 w drużynie narodowej rozegrał 41 spotkań.